# فرانس بيرسون
فرانس بيرسون (بالسويدية: Frans Persson)‏ هو لاعب جمباز فني سويدي، ولد في 6 ديسمبر 1891 في يستاد في السويد، وتوفي في 13 يناير 1976 في ستوكهولم في السويد.

## وصلات خارجية
- فرانس بيرسون على موقع أوليمبيديا (الإنجليزية)
- فرانس بيرسون على موقع اللجنة الأولمبية السويدية (السويدية)